# Non-lieu (procédure pénale)
Un non-lieu, ou plus précisément non-lieu à suivre ou non-lieu à poursuivre est l'abandon d'une action judiciaire en cours de procédure, par un juge. Il est prononcé lorsque les éléments rassemblés par l'enquête ne justifient pas la poursuite d'une action pénale. Le non-lieu se distingue ainsi de l'opportunité des poursuites, où c'est le parquet qui décide d'abandonner les poursuites avant le procès.

## Raisons
Plusieurs raisons peuvent aboutir à la prononciation d'un non-lieu :
- lorsque les faits reprochés ne tombent pas sous le coup d'une loi répressive ;
- lorsqu'une prescription est constatée ;
- lorsque les faits ne sont pas constitués ou pas assez caractérisés ou ne permettent pas d'identifier l'auteur ;
- l'irresponsabilité pénale du prévenu ;
- lorsque le prévenu décède ;
- lorsqu'il y a amnistie ;
- lorsque le procureur ne juge pas opportun d'enclencher des poursuites.

## Applications par pays

### Au Canada
Les ordonnances de non-lieu peuvent être rendues par un juge sans que cette procédure soit détaillée dans le code criminel canadien.